# アストロ (ラッパー)
アストロ（Astro、1996年8月26日 - ）は、アメリカ合衆国のラッパー、俳優。本名はブライアン・ブラッドリー（Brian Bradley）。ブルックリン区出身。

## 経歴
2011年、15歳で米国オーディション番組『Xファクター』第1シーズンに出場、TOP7まで勝ち残り、 Epic Records と契約した。
2013年、ミックステープ『Deadbeats & Lazy Lyrics』をリリース。同年、『Starvin Like Marvin for a Cool J Song』をリリースした。2014年、EP『Computer Era』がリリースされる。俳優としては、スコット・フランク監督・脚本のスリラー映画『誘拐の掟』に出演した。

## ディスコグラフィー

### ミックステープ
- Deadbeats & Lazy Lyrics（2013年）
- Starvin Like Marvin for a Cool J Song（2013年）

### EP
- Computer Era（2014年）

## フィルモグラフィー

### 映画
- アース・トゥ・エコー（2014年）
- 誘拐の掟（2014年）
- ルース・エドガー Luce (2019年)

### テレビ
- パーソン・オブ・インタレスト 犯罪予知ユニット（2012年）